# Frederiksdal (Sydslesvig)
 For alternative betydninger, se Frederiksdal. (Se også artikler, som begynder med Frederiksdal)
Frederiksdal, Kastrup (dansk) eller Friedrichstal (tysk) er navnet på en lille landsby og gård i det nordlige Tyskland, beliggende i nærheden af Kværn og Stenbjergkirke i det østlige Angel (Sydslesvig).
I 1618 erhvervede hertug Hans den Yngre, som var søn af kong Christian 3., store landområder ved Flensborg Fjord i det østlige Angel, for at danne en konkurrencehavn mod Flensborg. Til dette formål lod han Nykirke by bygge. I området fandtes dengang også en lille gård og landsby med navn Kastrup. Kastrup var en lille mejerigård til Nybøl gods. I 1628 byggede hertug Filip af Lyksborg på stedet en gård med brede voldgrave og vindebro, som han opkaldte efter sin kone Sophie Hedwig Sophiegård. Men i 1750 lod hertug Frederik af Lyksborg bygningerne nedrive og byggede i stedet på samme sted et jagtslot, som han kaldte Frederiksdal. I 1900-tallet blev Frederiksdal Jagtslot flere gange ombygget og udvidet. Frem til 1850 fandtes der også en vandmølle. Jagtslottet fungerer i dag som cafe og restaurant. Kælderhvælvingerne fra den ældste bygning samt dele af slotsgravene er endnu bevaret.
I nærheden ligger landsbyerne Kalleby og Nykirke, herregården Filipsdal (Pinningsand) og den tidligere langdysse Pinninghøj.